# Inui Tatsuro
Tatsuro Inui (sinh ngày 30 tháng 1 năm 1990) là một cầu thủ bóng đá người Nhật Bản.

## Sự nghiệp câu lạc bộ
Tatsuro Inui đã từng chơi cho JEF United Chiba, Albirex Niigata Singapore, Singapore Armed Forces, SC Sagamihara và Geylang International.